# Zucchero & The Randy Jackson Band
Zucchero & The Randy Jackson Band è il secondo album del cantante italiano Zucchero Fornaciari, pubblicato l'8 marzo 1985.

## Descrizione
Gli arrangiamenti e la direzione d'orchestra sono curati dallo stesso Zucchero in collaborazione con Fio Zanotti, Elio D'Anna e Corrado Rustici, questi ultimi due entrambi ex componenti del gruppo degli Osanna.
In origine Elio D'Anna doveva essere il produttore del disco, e proprio in questa veste contattò Rustici, che si era trasferito in California e lavorava all'epoca con Randy Jackson e la sua band: apprezzando le nuove canzoni scritte da Zucchero, le fece ascoltare al bassista e in breve si decise la collaborazione e conseguente trasferta in Italia — dato che la Polydor non aveva intenzione di investire su Zucchero il necessario per incidere il disco negli Stati Uniti. L'album, quindi, pubblicato dopo la partecipazione al Festival di Sanremo 1985 con la canzone Donne, si stacca notevolmente dallo stile del primo disco, toccando sonorità che si avvicinano al rhythm and blues, alla musica soul e al reggae.
Il disco fu, quindi, registrato negli studi Polygram di Milano; i tecnici del suono furono Bruno Malasoma e Davide Marinone anche se alcune registrazioni aggiuntive furono effettuate ai Morning Studio (di proprietà del bassista dei Pooh, Red Canzian) con Renato Cantele tecnico del suono.
I testi delle canzoni furono affidati ad Alberto Salerno, Mogol e a suo figlio Cheope in quanto Zucchero, all'epoca, non aveva ancora iniziato l'attività di paroliere per i suoi brani, limitandosi a scriverne la musica. Tuttavia Zucchero riprese alcuni versi di Juanita («Perché se è vero che tocco il fondo / mi faccio il mondo e ritorno su, / adesso purtroppo scendo, / ma dopo salgo se sali tu») pubblicato anni prima con "Le nuove luci", per il ritornello di Quasi quasi.
Nella copertina, curata da Mario Convertino, vi è una fotografia che raffigura Randy Jackson con in braccio la figlia del cantante, Irene.
Come raccontato nell'autobiografia Il suono della domenica - Il romanzo della mia vita, il disco fu deludente dal punto di vista commerciale (vendette appena 11 000 copie) nonostante il singolo Donne avesse riscosso notevole successo tra il pubblico italiano.

## Tracce
Musiche di Zucchero.

### Versione originale
1. Donne – 3:37 (testo: Alberto Salerno)
2. Stasera se un uomo – 4:30 (testo: Cheope)
3. Ti farò morire – 4:03 (testo: Alberto Salerno e Cheope)
4. Per una delusione in più – 4:07 (testo: Mogol)
5. Tu mi piaci come questa birra – 4:02 (testo: Alberto Salerno)
6. Un piccolo aiuto – 3:32 (testo: Alberto Salerno)
7. Jimmy Jimmy – 4:09 (testo: Cheope)
8. Oh Stevie – 3:46 (testo: Cheope)
9. Quasi quasi – 3:48 (testo: Cheope)

### Versione a edizione limitata (2016)
Il vinile del disco è stato nuovamente pubblicato nel box set ad edizione limitata Studio Vinyl Collection del 2016.

## Video musicali
- Ti farò morire (live), su YouTube.
- Per una delusione in più, su YouTube.

## Formazione
- Zucchero: voce, pianoforte, Fender Rhodes
- Randy Jackson: basso
- Walter Afanasieff: tastiera, pianoforte
- Fio Zanotti: tastiera addizionale
- Lele Melotti: batteria
- George Perry: batteria
- Corrado Rustici: chitarra
- Paolo Gianoglio: chitarra
- Renè Mantegna: percussioni
- Luigi Tonet: tastiera
- Pierluigi Mucciolo: trombone
- Claudio Pascoli: sax
- Elio D'Anna: sax
- Naimy Hackett, Giulia Fasolino, Rossana Casale, Betty Vittori: cori